# مسکو (مین)
مسکو (به انگلیسی: Moscow) یک منطقهٔ مسکونی در ایالات متحده آمریکا است که در مین واقع شده‌است. مسکو ۱۲۴٫۲۲ کیلومتر مربع مساحت و ۵۱۲ نفر جمعیت دارد و ۲۲۴ متر بالاتر از سطح دریا واقع شده‌است.